# 예언

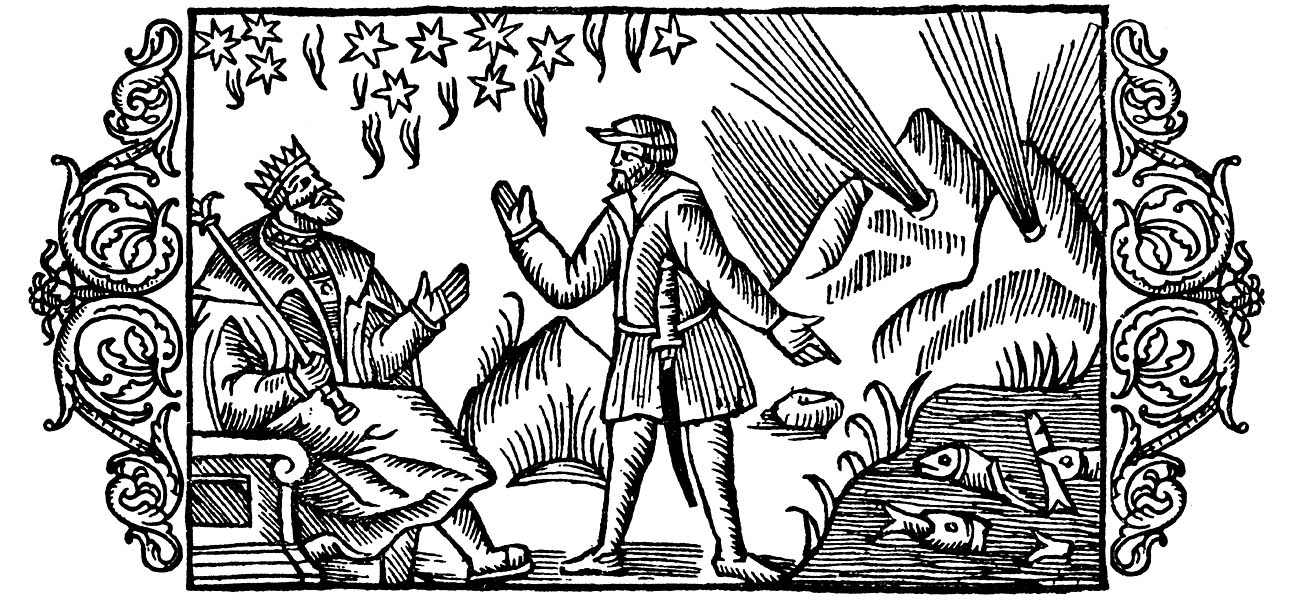
왕에게 예언하는 예언자

예언(豫言, 영어: prophecy)은 신과 소통할 목적으로, 보통은 예언자에 의해 주장이 되는 메시지이다. 이러한 메시지는 보통 신의 뜻의 영감, 해석, 계시가 수반되며 앞으로 다가올 선지자의 사회적 세상과 사건들이 관련된다. 이는 신의 조명과 비교된다.
예언은 많은 문화와 신념 체계의 특징이며 일반적으로 신성한 뜻이나 법칙, 또는 미래 사건에 대한 초자연적 지식을 포함한다. 이것들은 종교와 이야기에 따라 환상, 점, 물리적 형태의 신성한 존재와의 직접적인 상호 작용 등 다양한 방식으로 선지자에게 드러날 수 있다. 예언적 행위에 관한 이야기는 때때로 상당한 주목을 받으며, 일부는 구전 전통이나 종교 문헌을 통해 수세기 동안 살아남은 것으로 알려져 있다.

## 정의
- 마이모니데스는 "예언은 진실과 현실에서 신성한 존재가 활동적 지성을 매개로 처음에는 인간의 이성적 능력에, 다음에는 상상력에 전달되는 발산이다"라고 이야기했다.
- 마이모니데스의 견해는 이슬람의 예언 이론을 발전시킨 알 파라비(Al-Fârâbî)의 정의와 밀접한 관련이 있다.
- 구약의 선지자들의 활동 중 대부분은 불변의 미래보다는 조건부 경고와 관련이 있었다. 표준 구약의 예언 공식을 요약하면 다음과 같다. "죄 X를 회개하고 의로움으로 돌아오라. 그렇지 않으면 결과 Y가 발생한다."
- 성 바울은 예언의 정의에서 교화, 권고, 위로를 강조한다.
- 가톨릭 백과사전에서는 기독교의 예언 개념을 "엄격한 의미로 이해하면 미래 사건에 대한 예지를 의미하지만 때로는 기억할 수 없는 과거 사건에 적용될 수도 있고, 알 수 없는 숨겨진 일을 제시하는 것에도 적용될 수 있다"라고 정의한다."
- 서구 밀교학자 로즈메리 길리에 따르면 투시력은 "점술, 예언, 마술"의 보조 수단으로 사용되었다.
- 회의적인 관점에서 보면 "사실 이후에 기록된 예언"(vaticinium ex eventu)이라는 라틴어 격언이 존재한다. 유대 율법에서는 이미 거짓 선지자라는 주제를 다루고 있다(신명기 13:2-6, 18:20-22).

## 노스트라다무스
밀교적 예언은 자신이 개종한 기독교인이라고 주장하는 노스트라다무스로 널리 알려진 미셸 드 노스트레담(Michel de Nostredame)의 주장이기는 하지만 그에 대한 주장은 아니다. 그는 일생 동안 여러 차례 비극을 겪었고, 수정구슬을 사용하여 파생된 미래에 대한 비밀스럽고 난해한 글을 썼다는 이유로 어느 정도 박해를 받은 것으로 알려져 있다. 노스트라다무스는 미래 사건에 대한 예지 모음집을 출판한 프랑스의 약사이자 평판이 좋은 선견자였다. 그는 1555년 초판이 출간된 그의 저서 예언(Les Propheties, "The Prophecies")으로 가장 잘 알려져 있다. 책 예언이 출판된 이후 노스트라다무스는 대중주의적 언론과 함께 그를 미래를 예측하는 인물로 인정하는 난해한 추종자들을 끌어 모았다. 그의 난해하고 비밀스러운 예견은 어떤 경우에는 소위 성경 암호를 적용한 결과뿐 아니라 다른 사이비 예언 작품에도 동화되었다.
가장 신뢰할 만한 학문적 소식통은 세계 사건과 노스트라다무스의 4행시 사이에 이루어진 연관성은 대부분 오해나 잘못된 번역(때때로 고의적)의 결과이거나 그 결과가 너무 약해서 진정한 예측 능력의 증거로서 쓸모가 없다고 주장한다. 더욱이, 나열된 출처 중 어느 누구도 노스트라다무스의 의사 예언 작품을 사전에 명확하게 식별할 수 있을 만큼 구체적으로 해석한 적이 있다는 증거를 제공하지 않는다.

## 같이 보기
- 예언자
- 점복
- 신탁 (종교)
- 계시
- 자기실현적 예언
- 조선시대의 3대 예언서
  - 격암유록
  - 송하비결
  - 정감록
- 천부삼경(天符三經)
  - 천부경
  - 삼일신고
  - 참전계경
- 추배도
- 황제지모경(黃帝地母經)